# Миколаївка (Лубенський район)
Микола́ївка —  село в Україні, у Хорольській міській громаді Лубенського району Полтавської області. Населення становить 58 осіб. До 2020 орган місцевого самоврядування — Ялосовецька сільська рада.

## Географія
Село Миколаївка знаходиться на правому березі річки Холодна, вище за течією на відстані 0,5 км розташоване село Бригадирівка, нижче за течією на відстані 1,5 км розташоване село Середине (Кременчуцький район). На річці кілька загат.

## Історія
12 червня 2020 року, відповідно до розпорядження Кабінету Міністрів України № 721-р «Про визначення адміністративних центрів та затвердження територій територіальних громад Полтавської області», село увійшло до складу Хорольської міської громади..
19 липня 2020 року, в результаті адміністративно - територіальної реформи та ліквідації Хорольського району, село увійшло до складу новоутвореного Лубенського району.